# ただ一度だけの永遠
『ただ一度だけの永遠』（ただいちどだけのえいえん）は、崎谷健次郎の通算4枚目のオリジナル・アルバム。1990年4月21日に発売された。

## 概要
プロデュースは、崎谷健次郎。
これまでの3作とは大きく路線を変えた本作。
生楽器を中心に構成され、イギリスのロイヤル・フィルハーモニー管弦楽団と共演した。
「アクリル色の微笑」は、斉藤由貴のアルバム『チャイム』提供曲（1986年）のセルフカバー。
斉藤由貴は「太陽の傍で」にも参加している。

## 再発盤
2018年にはデジタルリマスター音源が各音楽配信サービスで取扱開始された。

## 収録曲
- 作詞・作曲・編曲：崎谷健次郎（特記以外）
- 作詞：松井五郎（1,2,6,7,10）田口俊（4）斉藤由貴（5）
- 編曲：武部聡志・崎谷健次郎（2）鳥山雄司・崎谷健次郎（6）倉田信雄（7,8）
- ストリングスアレンジ：倉田信雄（4）

1. Melody
2. さよならも言わずに
3. 太陽の傍で
4. Because Of Love（Remix）
5. アクリル色の微笑
6. Parallel Line
7. ただ一度だけの永遠
8. 冬の時計台
9. In My Rainy Garden
10. ためいきの青空（Remix）